# 福地啓介
福地 啓介（ふくち けいすけ、2007年 - ）は、日本のオセロプレイヤー。オセロ連盟認定七段。
2018年のオセロ世界選手権で史上最年少の11歳という若さで世界一に輝く。世界選手権の帰りの飛行機の機長がそれまでの最年少記録保持者（15歳）だった谷田邦彦で、機内放送で祝辞を送っている。
2024年7月21日には、第17期オセロ王座戦で初優勝を果たしている。福地はこれにより世界オセロ選手権大会出場資格を得たものの辞退し、日本オセロ連盟の決定事項により、2位の栗田誠矢八段が出場することになった。

## 棋風
- 幻惑力に優れており、一見すると悪い手に見えるが後々10手ほど進めると、気づいたら相手は負けの局面になっている。相手のミスを誘導する。
- 図形認識力：全局面を「写真」のように記憶し、普通のプレイヤーは検討する際、1手目から進めるが、福地は途中盤面からでも全ての石の配置を完璧に記憶できている。
- 集中力：福地は一旦考え始めると、一手に20分もかける場合もある。
- 高梨悠介曰く、福地は「未知の怪物」と述べた。